# Abbotsford (Colombie-Britannique)
Pour les articles homonymes, voir Abbotsford.

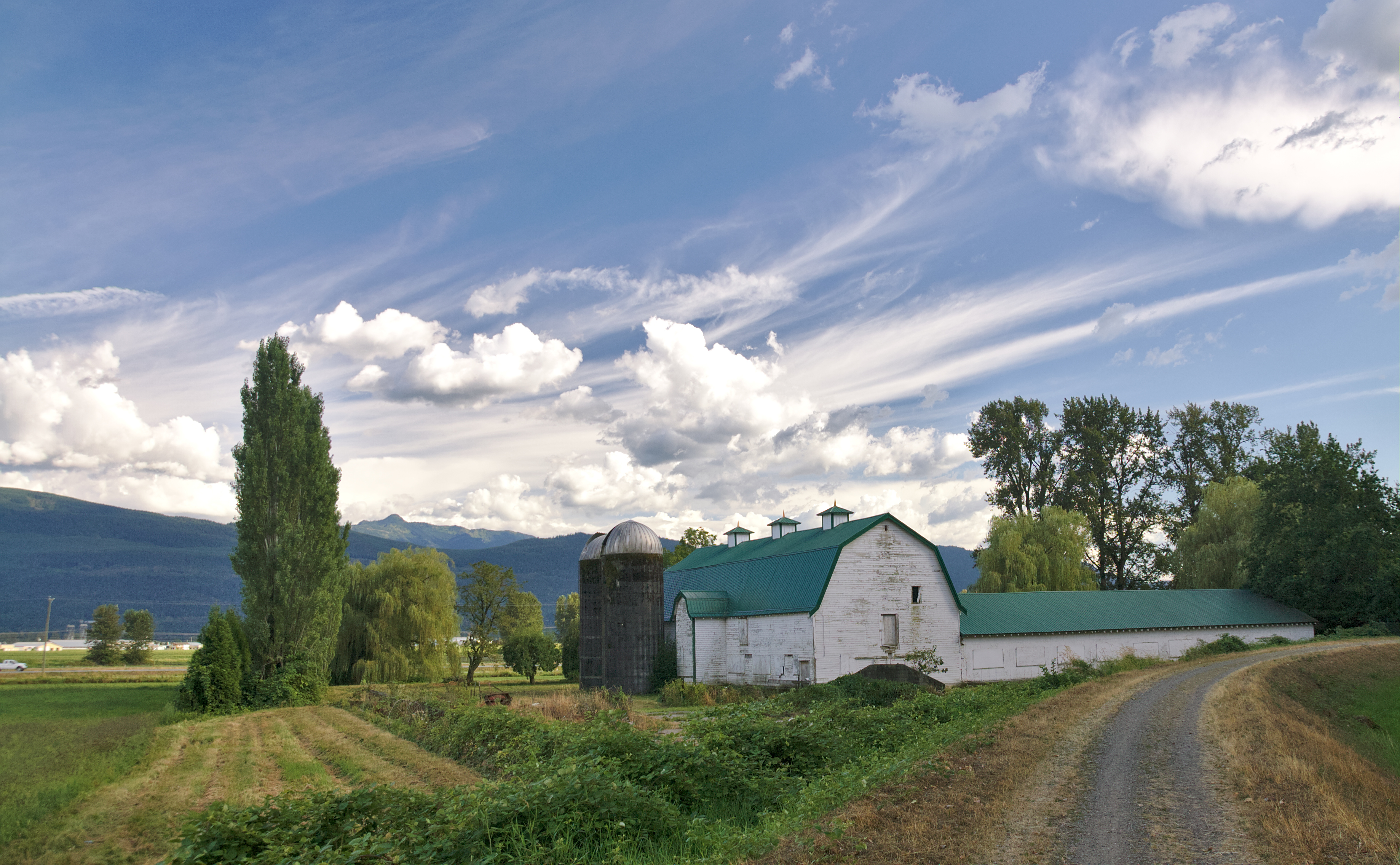
Une ferme à Abbotsford. Août 2010.

Abbotsford est une cité canadienne, située sur le fleuve Fraser, en Colombie-Britannique. Elle est située dans le District régional de Fraser Valley. C'est la cinquième plus grande cité de Colombie-Britannique. La limite sud de la municipalité est en même temps la frontière entre le Canada et les États-Unis.
Au recensement de 2011, on y a dénombré une population de 133 497 habitants.
Au mois d'août pendant une fin de semaine, un festival aérien est présenté sur l'aérodrome.

## Histoire

### Héraldique
| L'écu d'Abbotsford se blasonne ainsi : De sinople à une croix et un sautoir confondus d'or remplis d'azur, à un besant d'or brochant sur le tout en abîme et chargé d'une fleur de fraisier au naturel |

## Personnalités liées
- Shalaya Valenzuela, joueuse de rugby, médaillée d'argent aux Jeux olympiques d'été de 2024 à Paris.

## Climat
| Mois                                  | jan.       | fév.       | mars       | avril     | mai       | juin      | jui.     | août      | sep.      | oct.      | nov.       | déc.      | année          |
| ------------------------------------- | ---------- | ---------- | ---------- | --------- | --------- | --------- | -------- | --------- | --------- | --------- | ---------- | --------- | -------------- |
| Température minimale moyenne (°C)     | 0,4        | 1,1        | 2,7        | 4,8       | 7,8       | 10,5      | 12,2     | 12        | 9,3       | 5,9       | 2,7        | −0,1      | 5,8            |
| Température moyenne (°C)              | 3,6        | 5          | 7,2        | 9,8       | 13        | 15,7      | 18,1     | 18,2      | 15,3      | 10,5      | 6          | 2,9       | 10,4           |
| Température maximale moyenne (°C)     | 6,7        | 9          | 11,6       | 14,7      | 18,1      | 20,8      | 24       | 24,4      | 21,3      | 15        | 9,3        | 5,9       | 15,1           |
| Record de froid (°C) date du record   | −21,1 1950 | −18,9 1950 | −12,8 1955 | −4,4 1975 | −2,2 1954 | 1,1 1976  | 2,2 1945 | 3,3 1947  | −1,7 1972 | −7,5 1984 | −16,7 1985 | −20 1968  | −21,1 1950     |
| Record de chaleur (°C) date du record | 18,1 2005  | 20,6 1968  | 24,9 1994  | 29,8 1998 | 36 1983   | 42,9 2021 | 38 2009  | 39,4 2021 | 37,5 1988 | 29,3 1987 | 22,4 2016  | 18,2 1980 | 42,9 28/6/2021 |
| Ensoleillement (h)                    | 68,3       | 99         | 131,5      | 171,5     | 208,7     | 213,7     | 276,7    | 263,2     | 201,9     | 122,6     | 64,7       | 64,9      | 1 886,7        |
| Précipitations (mm)                   | 211,7      | 132,3      | 149,3      | 117,8     | 99,8      | 74,8      | 43,2     | 45,9      | 75,5      | 152,7     | 248,2      | 186,6     | 1 537,8        |
| dont neige (cm)                       | 18,5       | 8,6        | 4,4        | 0,5       | 0         | 0         | 0        | 0         | 0         | 0         | 6,7        | 16,5      | 55,2           |
| Nombre de jours avec précipitations   | 20,1       | 16,2       | 19,1       | 16,3      | 14,4      | 13        | 7,3      | 7,1       | 9,6       | 15,8      | 20,8       | 19,8      | 179,5          |
| Humidité relative (%)                 | 73,3       | 62,9       | 59,9       | 56        | 56,5      | 57,1      | 54,5     | 53,2      | 56,4      | 66,1      | 74,3       | 74,5      | 62,1           |
| Nombre de jours avec neige            | 3,7        | 1,9        | 1,4        | 0,3       | 0         | 0         | 0        | 0         | 0         | 0         | 1,3        | 3,6       | 12,2           |

| Diagramme climatique                                  |           |              |              |             |              |            |            |             |            |             |              |
| J                                                     | F         | M            | A            | M           | J            | J          | A          | S           | O          | N           | D            |
| 6,70,4211,7                                           | 91,1132,3 | 11,62,7149,3 | 14,74,8117,8 | 18,17,899,8 | 20,810,574,8 | 2412,243,2 | 24,41245,9 | 21,39,375,5 | 155,9152,7 | 9,32,7248,2 | 5,9−0,1186,6 |
| Moyennes : • Temp. maxi et mini °C • Précipitation mm |           |              |              |             |              |            |            |             |            |             |              |

## Démographie
En tant que localité désignée dans le recensement de 2011, Abbotsford a une population de 133 497 habitants dans 46 452 de ses 49 917 logements, soit une variation de 7,4 % par rapport à la population de 2006. Avec une superficie de 375,55 km2, cette cité possède une densité de population de 355,5 hab/km2 en 2011.
Concernant le recensement de 2006, Abbotsford abritait 123 864 habitants dans 43 564 de ses 45 286 logements. Avec une superficie de 359,36 km2, cette cité possédait une densité de population de 344,7 hab/km2 en 2006.
| 2001    | 2006    | 2011    | 2016    |
| ------- | ------- | ------- | ------- |
| 115 494 | 123 864 | 133 497 | 141 397 |

## Jumelages
- Fukagawa (Japon)

## Transports
Un aéroport international se trouve à proximité de la ville, sur lequel se déroule chaque année un meeting aérien.